# Siliștea (Constanța)
Siliștea est une commune du județ de Constanța en Roumanie.